# Kessens Peak
Kessens Peak är en bergstopp i Antarktis. Den ligger i den centrala delen av kontinenten. Inget land gör anspråk på området. Toppen på Kessens Peak är 2 660 meter över havet.
Terrängen runt Kessens Peak är varierad. Trakten är obefolkad. Det finns inga samhällen i närheten.